# 森茂好
森 茂好（もり しげよし、1916年（大正5年）12月14日 - 1991年（平成3年）2月7日）は、ワキ方宝生流の能楽師。
宝生流十一世宗家宝生新の女婿で、宝生弥一は義兄弟。東京出身。重要無形文化財「能楽」保持者として各個認定（人間国宝）。子に森常好改め宝生常三。
その美声と謡の美しさで、能楽界に名声を確立。1982年に「江口」で芸術選奨を受賞。国立能楽堂で能『胡蝶』に出演した翌日の1991年2月7日、睡眠中に急逝した。

## DVD
能楽名演集1（NHKエンタープライズ、以下同）
- 喜多流「頼政」喜多六平太 森茂好／「弱法師」友枝喜久夫 松本謙三

能楽名演集2
- 金春流「葵上」櫻間金太郎（弓川） 宝生新／「実盛」櫻間道雄 森茂好
- 観世流「鞍馬天狗・白頭」梅若実／「恋重荷」観世銕之丞（雅雪） 森茂好
- 宝生流「羽衣」野口兼資 松本謙三／「綾鼓」高橋進 森茂好

能楽名演集3
- 喜多流 能「楊貴妃」友枝喜久夫 森茂好／能「居囃子 草子洗小町」友枝喜久夫

能楽名演集4
- 観世流 能「松風～見留」関根祥六、森茂好

能楽 世阿弥・観阿弥 名作集
- 『宝生流「通小町」宝生九郎 森茂好／観世流「自然居士」梅若六郎 宝生閑』

## 関連文献
- 西野春雄「能界展望(昭和63年～平成4年)」『能楽研究 : 能楽研究所紀要』第18巻、野上記念法政大学能楽研究所、1994年3月、173-190頁、doi:10.15002/00020455、hdl:10114/00020455、ISSN 0389-9616、CRID 1390572174782476288。 物故者欄、188頁